# Victoria, Seychelles

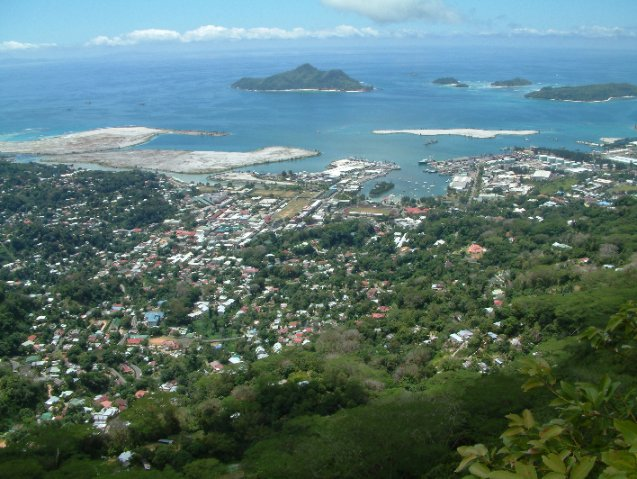
Port Victoria

Victoria (đôi khi gọi là Port Victoria) là thủ đô Cộng hoà Seychelles và toạ lạc ở phía đông bắc của đảo Mahé, đảo chính của quần đảo. Thành phố đã được lập ban đầu làm trụ sở cho chính quyền thuộc địa Anh. Dân số năm 2002 là 24.970 người, chiếm 1/3 dân số Seychelles. Victoria có Sân bay quốc tế Seychelles (hoàn thành năm 1971.)
Vùng đại đô thị Victoria có 8 trong 25 huyện của Seychelles:
1. La Riviere Anglaise (English River)
2. Mont Buxton
3. Saint Louis
4. Bel Air
5. Mont Fleuri
6. Roche Caiman
7. Les Mamelles
8. Plaisance